# União Nacional da Rússia
A União Nacional da Rússia (UNR, em russo RNE) ou Movimento cívico patriótico de toda a Rússia "União Nacional da Rússia" (em russo: Всероссийское общественное патриотическое движение "Русское национальное единство"), foi um grupo não registrado, neonazista, irredentista com base na Rússia e que operava anteriormente em estados com população russófonas. Foi fundado pelo ultranacionalista Alexander Barkashov. O movimento defende a expulsão de não-russos e uma maior participação de instituições tradicionais russas como a Igreja Ortodoxa Russa. A organização não possuía registro a nível federal na Rússia, ainda assim colaborou com certa limitação com o Serviço de Segurança Federal. O grupo foi banido de Moscou em 1999 se tornando extinto logo em seguida.

## Ideologia, táticas e atividades
Promovendo o conceito de "Rússia para russos e compatriotas", os membros do partido (às vezes chamados de Barkashovitas) apoiam práticas que incluem a expulsão de minorias que "têm sua pátria fora da Rússia", especialmente judeus e migrantes do Cáucaso do Sul, como azeris, georgianos e armênios, assim como nacionalidades da Ásia Central, cazaques, uzbeques, tajiques e outros. A visão deles da Rússia é dividida entre privilegiados, etnicamente russos, a quem garantiriam a maioria da representação política, e não-russos, que vivem na Rússia e têm sua pátria nacional ali, incluindo populações indígenas do extremo oriente russo, extremo norte, turcomanos e outras minorias.
Novos recrutas (storonniki, literalmente "apoiadores" ou "acompanhantes") na organização tinham tradicionalmente a exigência de servirem como funcionários de baixo escalão na organização, atuando como motoristas e distribuindo panfletos, bem como comparecendo às sessões de formação sobre a filosofia e crenças do grupo, muitas das quais derivavam de um livro escrito por Barkashov.  À medida que os membros avançavam, poderiam alcançar o nível spodvizhniki (literalmente arcaico, "colega de trabalho" ou "colega de esforços") e ganhar o direito de usar a insígnia e participar de treinamento paramilitar. Os membros mais dedicados avançam ao nível de soratniki (literalmente "camarada-em-armas"), que servem como lideranças do grupo.
Membros de alguns grupos locais da RNE foram condenados por crimes graves de racismo, como foi o caso do grupo da RNE em Tver, que vandalizou túmulos judaicos e muçulmanos, assassinou e agrediu indivíduos pertencentes a minorias étnicas, difundiu ódio racial, entre outros crimes.
Alegadamente, a RNE falava sobre matar judeus e ciganos que residiam na Rússia. Apesar da semelhança da RNE com o Nazismo, seu fundador Barkashov rejeitava os rótulos "fascista" e "nazi", no entanto, admitiu ter sido um nacional-socialista. O grupo tinha um número de aproximadamente 20 a 25 mil membros antes de sua dissolução em 2000.

## História
Em 1989, Barkashov era o segundo em comando da Frente Nacional-Patriótica da Rússia Pamyat. Seu conflito com Dmitri Vasilyev culminou em Barkashov liderando, segundo suas palavras, "os membros mais disciplinados e ativos, insatisfeitos com o papo furado e peripécias teatrais do Pamyat". Em 1990, a RNE cresceu face as dificuldades econômicas e sociais enfrentadas pelos russos ao longo da dissolução da União Soviética.
O movimento União Nacional da Rússia foi fundado em 16 de outubro de 1990 de um racha do grupo Frente Nacional-Patriótica "Memória" (NPF "Pamyat"), ganhando corpo entre 1990 e 1991. Os membros vestiam preto e uniformes camuflados. O grupo também adotou um emblema vermelho e branco com a suástica e expressava abertamente admiração pelo nacional-socialismo alemão e por celebrações públicas da ascensão dos nazistas, apesar de a organização oficialmente negar qualquer apoio a ideologia nazista. Eram ativos não só na Rússia, mas também na Estônia, Letônia, Lituânia e Ucrânia. A RNE tentou unir grupos nacionalistas organizando primeiro sobors eslavos, e depois russos. Se reuniram com diversos grupos para buscar objetivos comuns, mas tiveram pouco progresso.
Em meados de 1993, a RNE havia se tornado o movimento nacionalista russo mais proeminente, com uma vasta rede de divisões regionais. Além de se engajar em ações políticas, a RNE conduzia exercícios militares e treinamentos táticos. Quando a crise constitucional russa de 1993 deslanchou, a RNE militou em defesa do parlamento russo contra o presidente Boris Yeltsin. Em 1993, ela também tomou parte na defesa e patrulhamento da Casa Branca, a residência do Conselho Supremo da Federação Russa, contra as tropas do presidente. Após a vitória de Yeltsin, a RNE operou ilegalmente por vários meses. Enquanto esteve no submundo, o movimento continuou a publicar seu jornal Ordem Russa.
No mesmo ano, a organização foi registrada como "um clube para uma criação militar e patriótica", e mais tarde foi reconhecida por autoridades locais como "uma unidade voluntária popular de autodefesa". Para ajudar a alcançar seus objetivos, a RNE desenvolveu um quadro paramilitares armados, conhecidos como Vityazi russos, que eram treinados no uso de armas de pequeno porte e explosivos.
Em 15 de outubro de 1995, 304 delegados de 37 divisões regionais compareceram a uma conferência da RNE em Moscou. Em 1998, o prefeito de Moscou, Yuri Luzhkov, com o apoio de autoridades de alto escalão do governo, proibiram a segunda conferência regional da RNE de ser realizada na cidade.
O grupo foi banido em Moscou em 1999 e Barkashov perdeu seu controle por volta de 2000, à partir de então se tornou extinto.
Após o banimento, alguns líderes da RNE foram presos e o grupo foi dividido em diversos grupos. Os membros desses novos grupos, especificamente Alexander Barkashov, o Exército Ortodoxo da Rússia, e outros, desde então se engajaram em atividades religiosas e ativismo pró-russo na guerra de Donbas.